# ナカドーチェス郡 (テキサス州)
ナカドーチェス郡（英: Nacogdoches County、[ˌnækəˈdoʊtʃɪs]）は、アメリカ合衆国テキサス州の東部に位置する郡である。2010年国勢調査での人口は64,524人であり、2000年の59,203人から9.0%増加した。郡庁所在地はナカドーチェス市（人口32,996人）であり、同郡で人口最大の都市でもある。郡名はナカドーチェス族インディアンに因んで名付けられた。
ナカドーチェス郡はその全体でナカドーチェス小都市圏を構成している。毎年6月の第2土曜日にはブルーベリー祭が開催されている。ブルーベリーの生産量では州内トップであり、テキサス州ブルーベリー・マーケティング協会の本部がある。近年、「テキサス森林の国の首都」を自称した。また州内では最初期の認定引退者コミュニティの1つでもある。

## 地理
アメリカ合衆国国勢調査局に拠れば、郡域全面積は981平方マイル (2,541 km2)であり、このうち陸地947平方マイル (2,453 km2)、水域は35平方マイル (91 km2)で水域率は3.52%である。

### 主要高規格道路
- アメリカ国道59号線
- アメリカ国道259号線
- テキサス州道7号線
- テキサス州道21号線
- テキサス州道204号線

### 隣接する郡
- ラスク郡 - 北
- シェルビー郡 - 北東
- サンオーガスティン郡 - 南東
- アンジェリーナ郡 - 南
- チェロキー郡 - 西

### 国立保護地域
- アンジェリーナ国立の森（部分）

## 人口動態
以下は2000年国勢調査による人口統計データである。
| 基礎データ - 人口: 59,203人 - 世帯数: 22,006 世帯 - 家族数: 14,039 家族 - 人口密度: 24人/km2（62人/mi2） - 住居数: 25,051軒 - 住居密度: 10軒/km2（26軒/mi2） 人種別人口構成 - 白人: 75.00% - アフリカン・アメリカン: 16.74% - ネイティブ・アメリカン: 0.39% - アジア人: 0.70% - 太平洋諸島系: 0.07% - その他の人種: 5.70% - 混血: 1.41% - ヒスパニック・ラテン系: 11.25% 年齢別人口構成 - 18歳未満: 24.0% - 18-24歳: 20.0% - 25-44歳: 24.7% - 45-64歳: 19.2% - 65歳以上: 12.1% - 年齢の中央値: 30歳 - 性比（女性100人あたり男性の人口） - 総人口: 93.0 - 18歳以上: 89.0 | 世帯と家族（対世帯数） - 18歳未満の子供がいる: 30.5% - 結婚・同居している夫婦: 48.3% - 未婚・離婚・死別女性が世帯主: 11.8% - 非家族世帯: 36.2% - 単身世帯: 27.6% - 65歳以上の老人1人暮らし: 9.3% - 平均構成人数 - 世帯: 2.49人 - 家族: 3.08人 収入と家計 - 収入の中央値 - 世帯: 28,301米ドル - 家族: 38,347米ドル - 性別 - 男性: 29,502米ドル - 女性: 21,422米ドル - 人口1人あたり収入: 15,437米ドル - 貧困線以下 - 対人口: 23.3% - 対家族数: 15.5% - 18歳未満: 27.1% - 65歳以上: 13.9% |

## 都市と町
- ナカドーチェス - 郡庁所在地
- アップルビー
- セントラルハイツ、未編入の町
- チレノ
- クッシング
- ダグラス
- エトワール、未編入の町
- ガリソン
- キングタウン、未編入の町
- リルバート、未編入の町
- マーティンズビル、未編入の町
- メルローズ
- セイカル、未編入の町
- トラウィック
- ウォーデン、未編入の町

## 交通
現在計画中のトランス・テキサス・コリダーの TTC-69路線が郡内を通ることになる。

## 著名な住人
- カール・エドウィン・モンク・シニア、商人、市民指導者、「ミスター・ハイウェイ」とも呼ばれる。ナカドーチェス東の州道7号線に近い景観の良い地域にその名前が残されている
- クリント・デンプシー、プロのサッカー選手
- ロン・レインズ、俳優
- ジョン・H・ハンナ・ジュニア、アメリカ合衆国地区裁判所判事